# Universidad Internacional Josai
Universidad Internacional Josai (城西国際大学 Jōsai kokusai daigaku?), JIU, es una universidad privada en Tōgane, Prefectura de Chiba, Japón, establecida en 1992.